# Draba cocuyana
Draba cocuyana är en tvåhjärtbladig växtart som beskrevs av Ihsan Ali Al-Shehbaz. Draba cocuyana ingår i släktet drabor och familjen korsblommiga. Inga underarter finns listade i Catalogue of Life.